# 亚历山大·多布罗斯科克
亚历山大·多布罗斯科克（俄語：Александр Михайлович Доброскок，羅馬化：Aleksandr Mikhailovich Dobroskok，1982年6月12日—），俄罗斯男子跳水运动员。他曾获得2000年夏季奥运会跳水比赛男子双人3米跳板银牌。他也曾在2003年世界游泳锦标赛上获得两枚金牌。